# Generalresident (Frankreich)
Generalresident (französisch Résident général) bezeichnete die obersten Vertreter Frankreichs in den ehemaligen Protektoraten Marokko und Tunesien in Französisch-Nordafrika (bis 1956), im Protektorat Madagaskar bis zur Annexion 1897 sowie in den Protektoraten Kambodscha, Tonkin und Annam (ab Mitte der 1880er Jahre; später umbenannt in Résident supérieur).

## Listen

### Annam (1884–1889) und Tonkin (1886–1889)
Nur Annam (1884–1886):
- Pierre Paul Rheinart (interimistisch; Juni bis Oktober 1884)
- Victor-Gabriel Lemaire (Oktober 1884 bis Mai 1885)
- Henri Roussel de Courcy (Mai 1885 bis Januar 1886)

Nur Tonkin (1886):
- Charles Warnet (interimistisch; Januar bis April 1886)

Annam und Tonkin (1886–1889):
- Paul Bert (April bis November 1886)
- Alexandre Vial (interimistisch; November 1886 bis Januar 1887)
- Georges Bihourd (Januar 1887 bis Januar 1888)
- Étienne Richaud (Januar bis November 1888)
- Pierre Paul Rheinart (2. Amtszeit; November 1888 bis Mai 1889)

### Kambodscha (1885–1889)
- Jules Victor Renaud (interimistisch; August bis Oktober 1885)
- Pierre de Badens (Oktober 1885 bis Mai 1886)
- Jules Georges Piquet (Mai 1886 bis November 1887)
- Louis Eugène Palasne de Champeaux (November 1887 bis März 1889)

### Madagaskar (1886–1896)
- Charles Le Myre de Vilers (April 1886 bis März 1888)
- Paul-Augustin-Jean Larrouy (März 1888 bis Dezember 1889)
- Maurice Bompard (Dezember 1889 bis Oktober 1890)
- Jean Aurélien Lacoste (Oktober 1890 bis Oktober 1892)
- Paul-Augustin-Jean Larrouy (2. Amtszeit; Oktober 1892 bis 1894)
- Charles Le Myre de Vilers (2. Amtszeit; 1894 bis Dezember 1895)
- Hippolyte Laroche (Dezember 1895 bis September 1896)

### Marokko (1912–1956)
- Liste der französischen Generalresidenten für Marokko

Dieses Amt bestand bis zur Unabhängigkeit im Jahr 1956.

### Tunesien (1881–1956)
- Liste der französischen Ministerresidenten, Generalresidenten und Hochkommissare in Tunesien

Dieses Amt bestand bis zur Unabhängigkeit im Jahr 1956. Jean-Pierre Esteva (Amtszeit 26. Juli 1940–10. Mai 1943) wurde am 18. März 1945 wegen Kollaboration mit den deutschen Besatzern Tunesiens des Verrats für schuldig befunden und mit dem lebenslangen Ausschluss von allen Ämtern bestraft.